# اس‌اس اوشیانا (۱۸۸۸)
اس‌اس اوشیانا (۱۸۸۸) (به انگلیسی: SS Oceana (1888)) یک کشتی است که طول آن ۱۴۲٫۷۵ متر (۴۶۸٫۳ فوت) و ارتفاع آن ۸٫۲ متر (۲۷ فوت) می‌باشد. این کشتی در سال ۱۸۸۸ ساخته شد.